# Miss Intercontinental 2007
Miss Intercontinental 2007, la 35.ª edición del concurso Miss Intercontinental, se llevó a cabo en Mahé (Seychelles) el 13 de octubre.
Representantes provenientes de cuarenta y un países y territorios compitieron por el título en esta edición del concurso. Al final del evento, Miss Intercontinental 2006, Katarína Manová de la República Eslovaca, coronó como su sucesora a Nancy Afiouny de Líbano. Elegida por un jurado, la ganadora, una presentadora de televisión de 23 años, se convirtió en la segunda —y hasta ahora más reciente— representante de su país en obtener el título de Miss Intercontinental, después de Dominique Hourani (Miss Intercontinental 2003).

## Resultados
| Posición                   | Candidata |
| -------------------------- | --- |
| Miss Intercontinental 2007 | - Líbano - Nancy Afiouny |
| Primera finalista          | - Corea del Sur - Yoo Han-na |
| Segunda finalista          | - Isla de Margarita - Emily Fernández |
| Top 5                      | - Brasil - Marcela de Almeida Carvalho Duarte - Grecia - Antonia Kallimoukou |
| Top 16                     | - Colombia - Siad Karime Char Tinoco - Egipto - Elham Wagdi Fadel - Etiopía - Hayat Ahmed Mohammed - Hungría - Ildiko Bona - Malta - Jasmin Azzopardi-Schellmann - República Checa - Lilian Sarah Fischerova - Serbia - Bojana Borić - Seychelles - Solanna Domingue - Tailandia - Buachompoo Varee - Ucrania - Diana Starkova - Venezuela - Iselmar Antonietta Burgos Reyes |

## Premiaciones
| Premio                 | Candidata                                     |
| ---------------------- | --------------------------------------------- |
| Miss Simpatía          | - Kenia - Mary Katanu                         |
| Miss Fotogénica        | - Venezuela - Iselmar Antonietta Burgos Reyes |
| Mejor Traje Nacional   | - Colombia - Siad Karime Char Tinoco          |
| Mejor en Traje de Gala | - Seychelles - Solanna Domingue               |
| Mejor Cuerpo           | - Hungría - Ildiko Bona                       |

## Candidatas
41 candidatas compitieron por el título:
| País/Territorio    | Candidata                          |
| ------------------ | ---------------------------------- |
| Alemania           | Elena Schmidt                      |
| Australia          | Kelly Louise Maguire               |
| Bahamas            | Ciji Adderley                      |
| Bielorrusia        | Alena Senatorova                   |
| Brasil             | Marcela de Almeida Carvalho Duarte |
| Colombia           | Siad Karime Char Tinoco            |
| Corea del Sur      | Yoo Han-na                         |
| Costa Rica         | Candy Bermúdez Marín               |
| Curazao            | Lisaika Evertiz                    |
| Egipto             | Elham Wagdi Fadel                  |
| Escocia            | Claire-Louise Catterall            |
| Estados Unidos     | Ashlei Sothard                     |
| Etiopía            | Hayat Ahmed Mohammed               |
| Finlandia          | Jenni Laaksola                     |
| Francia            | Nadege Theobald                    |
| Gales              | Laney Eldridge                     |
| Grecia             | Antonia Kallimoukou                |
| Guadalupe          | Jessie Birmann                     |
| Hungría            | Ildiko Bona                        |
| Inglaterra         | Amanda Thurlow                     |
| Isla de Margarita  | Emily Fernández                    |
| Italia             | Nataliya Gera                      |
| Kazajistán         | Antonina Chaikova                  |
| Kenia              | Mary Katanu                        |
| Líbano             | Nancy Afiouny                      |
| Malta              | Jasmin Azzopardi-Schellmann        |
| Mauricio           | Vanesha Seetohul                   |
| Panamá             | Irina Liseth Gómez Batista         |
| Polonia            | Aleksandra Ogłaza                  |
| República Checa    | Lilian Sarah Fischerova            |
| República Eslovaca | Iveta Riecanova                    |
| Rumania            | Panna Boroka Kopacz                |
| Serbia             | Bojana Borić                       |
| Seychelles         | Solanna Domingue                   |
| Sudáfrica          | Jeannie du Randt                   |
| Suiza              | Virginia Schaffer                  |
| Tailandia          | Buachompoo Varee                   |
| Turquía            | Aycin Namal                        |
| Ucrania            | Diana Starkova                     |
| Venezuela          | Iselmar Antonietta Burgos Reyes    |
| Zambia             | Stephanie Kabaso Musenge           |

## Datos acerca de las delegadas
Algunas de las delegadas del Miss Intercontinental 2007 han participado en otros certámenes internacionales de importancia:
- Elena Schmidt (Alemania) fue semifinalista en Miss Intercontinental 2013.
- Kelly Louise Maguire (Australia) participó sin éxito en Miss Internacional 2009, Miss Tierra 2010 y Miss Turismo Queen Internacional 2019, primera finalista en Miss Turismo Intercontinental 2010 y cuarta finalista en Miss Grand Internacional 2013.
- Siad Karime Char Tinoco (Colombia) fue virreina en Reina Bolivariana 2007.
- Elham Wagdi Fadel (Egipto) participó sin éxito en Miss Tierra 2005, Miss Internacional 2006 y Miss Universo 2009.
- Hayat Ahmed Mohammed (Etiopía) fue semifinalista en Miss Mundo 2003.
- Nadege Theobald (Francia) fue semifinalista en Miss Globe 2006 y participó sin éxito en Miss Global Beauty Queen 2008.
- Ildiko Bona (Hungría) participó sin éxito en Miss Universo 2007 y Miss Turismo Queen Internacional 2008.
- Jasmin Azzopardi-Schellmann (Malta) fue semifinalista en Miss Italia en el Mundo 2008.
- Vanesha Seetohul (Mauricio) participó sin éxito en Miss Mundo 2006 y Miss Turismo Queen Internacional 2007.
- Bojana Borić (Serbia) participó sin éxito en Miss Universo 2008.
- Diana Starkova (Ucrania) participó sin éxito en Queen of Europe 2006.

## Sobre los países en Miss Intercontinental 2007

### Naciones debutantes
- Kazajistán
- Serbia
- Zambia

### Naciones que regresan a la competencia
Compitió por última vez en 1983:
- Guadalupe

Compitió por última vez en 2002:
- Isla de Margarita

Compitieron por última vez en 2004:
- Kenia
- Líbano

Compitieron por última vez en 2005:
- Costa Rica
- Grecia
- Hungría
- Italia
- Panamá
- Sudáfrica
- Turquía

### Naciones ausentes
Antillas Mayores,  Aruba,  Bolivia,  Canadá,  Ecuador,  Filipinas,  Ghana,  Jamaica,  Mar Negro,  Martinica,  México,  Mongolia,  Nueva Zelanda,  Puerto Rico,  República Dominicana,  Tahití,  Tanzania y  Zimbabue no enviaron una candidata este año.